# Riyal yéménite
Pour les articles homonymes, voir Rial.
Le riyal yéménite, (parfois orthographié rial, en arabe : ريال يمني ) est la monnaie officielle du Yémen. 

## Historique
Il est né de la réunification du Yémen, fusionnant les deux systèmes économiques des deux États (Yémen du Nord et Yémen du Sud). Il est divisé en 100 fils au total.

## Billets de banque
| Billet | Billet | Billet     | Billet       | Billet | Billet |
| Image  | Image  | Valeur     | Couleur      |        |        |
| Face   | Verso  | Valeur     |              |        |        |
| ------ | ------ | ---------- | ------------ | ------ | ------ |
|        |        | 50 rial    | Vert olive   |        |        |
|        |        | 100 rial   | Pourpre      |        |        |
|        |        | 200 rial   | Vert         |        |        |
|        |        | 250 rial   | Orange       |        |        |
|        |        | 500 rial   | Bleu         |        |        |
|        |        | 1 000 rial | Rose et vert |        |        |

Il existe également des billets de 5 000 rials, mais ces derniers sont en réalité des faux billets imprimés par les Houthis en 2017 afin de blanchir des millions de rials destinés à Sa'dah. Une grande partie de ces billets ont été saisis par le gouvernement, aux alentours d'Al Hobil Arouq, au nord d'Al-Khanjar dans le Jawf.